# فقد اللمعان

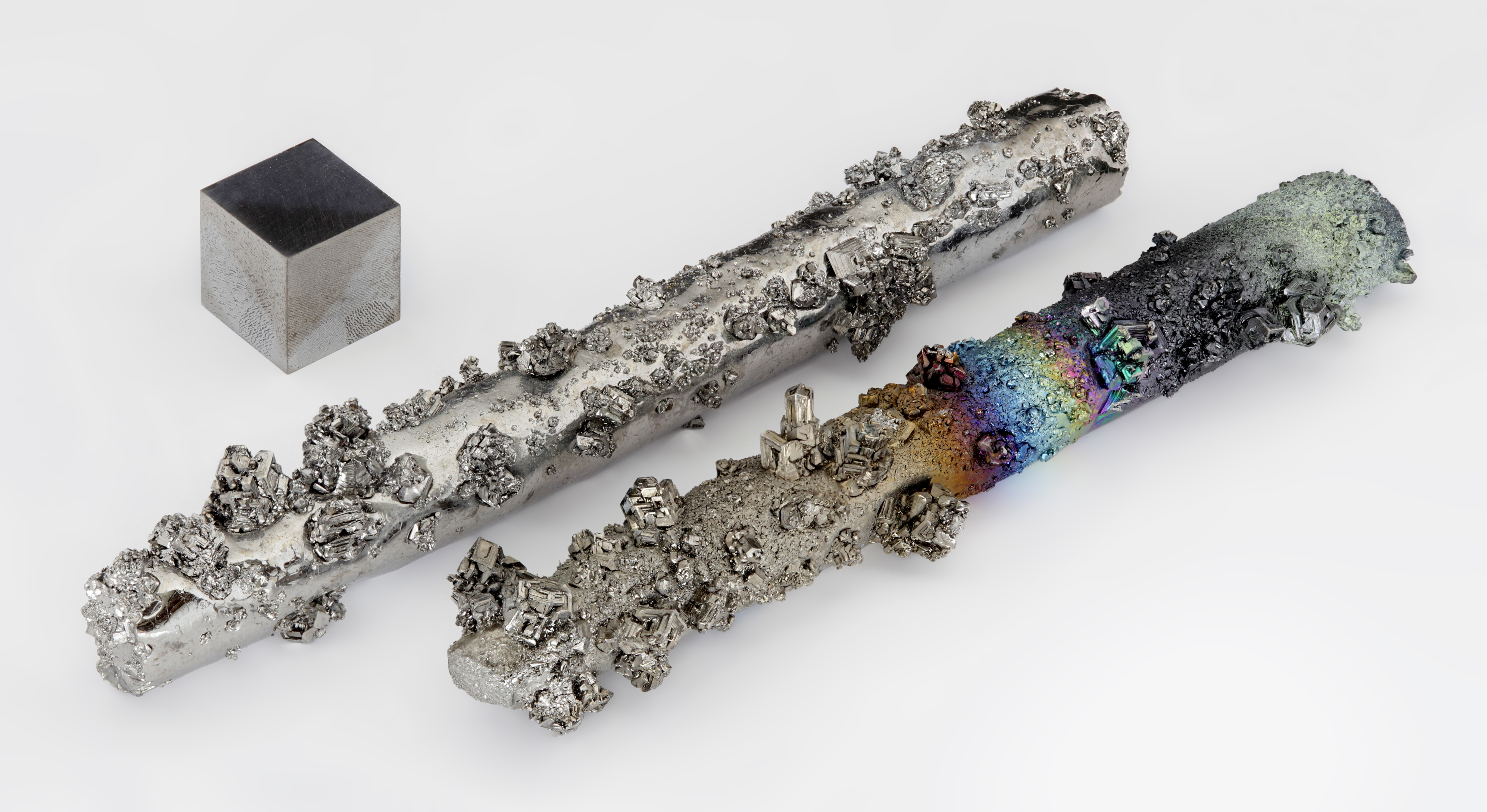
الصدأ يسبب فقادن اللمعان

فقد اللمعان هو عبارة تحول في شكل انعكاس الضوء عن المادة بسبب تغطيتها بطبقة من الصدأ التي تتكون على سطح النحاس، النحاس الأصفر، الألومنيوم حيث أنه يحدث لهم تأكسد.

## كيفية علاجها
عند وقوع فقد البريق، يتم معالجته كيميائيا، وغالبا ما يكون بحمض قوي. وتوجد منتجات تجارية كثيرة لهذا الغرض.

## كيفية منعها
يتم منع هذه الظاهرة غالبا بالطلاء (القصدرة), حيث يتم طلاء سطح المادة بمادة أخرى غير نشيطة (مثل القصدير أو الشمع) وهذا يمنع وصول الأكسجين إلى سطح المادة المراد حمايتها.